# PDcurses
PDCurses est une version dans le domaine public de curses pour DOS, Windows, X11 et SDL. Tandis que le développement de curses a cessé au milieu des années 1990, le développement de ncurses et PDcurses a continué. PDcurses implémente la plupart des fonctions disponibles sur curses. Le développement a commencé en 1987 pour la programmation de l'éditeur The Hessling Editor. 